# Temporada 1976 del Club Atlético Rosario Central
La temporada 1976 fue la trigésima sexta para el Club Atlético Rosario Central participando de los torneos de la Primera División de la Asociación del Fútbol Argentino desde 1939. En este año el rendimiento del cuadro auriazul fue menor respecto de las grandes campañas que desde fines de los años 1960 venía protagonizando, debido al inicio de un recambio en el plantel y a la no continuidad dada a los entrenadores. 
La temporada comenzó con José María Silvero como técnico, en reemplazo del uruguayo José Ricardo De León, quien había dirigido durante el segundo semestre de 1975, y finalizó con Alfio Basile al comando del equipo en el Campeonato Nacional. La campaña en el Metropolitano fue de mitad de tabla durante la primera fase del certamen, logrando la clasificación de manera ajustada gracias a algunas victorias sumadas en condición de local. 
Pese a contar con un implacable Mario Kempes, goleador del campeonato, el desempeño centralista en la ronda final terminó siendo similar al de la fase anterior y quedó lejos de pelear por el título. Para el Nacional, Central ya se había quedado sin el Matador, transferido a Valencia de España, y sin Ramón Bóveda, emigrado a Atlético Nacional de Colombia, por lo que se intentó remplazarlos con un aluvión de delanteros, que si bien cada uno realizó su aporte no llegaron a suplantar la potencia ofensiva de aquellos jugadores. Además se cedieron a Atlético Tucumán gran cantidad de futbolistas para este Nacional, entre los que se destacan Juan Antonio Burgos y Hugo Zavagno, habituales titulares; el segundo pudo retornar a Central en 1977 tras la salida de Basile. El arco estuvo compartido por dos juveniles de gran nivel: Héctor Zelada predominó durante el Metro, mientras que Ricardo Ferrero lo hizo en el Nacional. 
En el sector defensivo continuaron inamovibles el Negro González marcando punta por derecha y Daniel Killer en la zaga central; por la punta izquierda ganó su lugar el juvenil Jorge Alberto García, mientras que el compañero del Caballo Killer fue Aurelio Pascuttini en menos de la mitad de los partidos, jugando así sus últimos minutos con la camiseta auriazul, mientras emergía la figura de otro valor joven del club , Oscar Feliciano Craiyacich. En el mediocampo Carlos Aimar continuó como baluarte, acompañado por Víctor Mancinelli, Zavagno (durante el primer semestre), Eduardo Solari (mayormente en el Nacional) y el incorporado Osvaldo Potente. La delantera estuvo compuesta por Kempes y dos juveniles, Oscar Agonil y Oscar Lamberti, con Bóveda dejando el club al finalizar la primera rueda del Metro; en la segunda parte del año compartieron lugares Luis Andreuchi, Miguel Benito, Raúl Agüero y Oscar Ángel Palavecino.

## Visión general de la temporada

### Mes de febrero

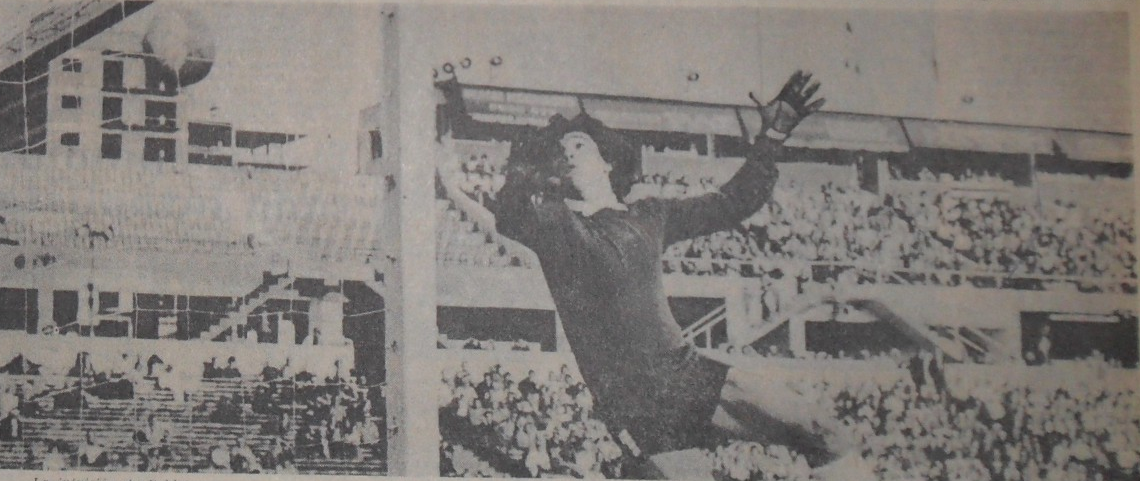
Héctor Zelada ganó la titularidad en el arco durante el Metro.

El día 15 inicia su participación en el Campeonato Metropolitano estrenando técnico, Silvero, y venciendo a Atlanta por 4-1; tres días más tarde cae 2-4 en Avellaneda ante Independiente, mientras que el día 22 vuelve a golear de local, esta vez 4-0 frente a All Boys. Mario Kempes participa con la Selección Argentina en dos cotejos: el día 25 ante Paraguay en Asunción por la Copa Félix Bogado (triunfo albiceleste 3-2) y el día 27 en el Estadio Monumental de Buenos Aires ante Brasil por la Copa Roca (derrota 1-2, gol del Matador).

### Mes de marzo
Tras un comienzo positivo, colecta malos resultados durante este mes. El día 1 cae como visitante de Boca Juniors por 0-1, y seis días después lo hace en Arroyito ante Huracán 1-2; en este último cotejo se producen incidentes que son castigados con la pena de jugar sus siguientes dos partidos como local fuera de su estadio, inclusive de la misma Rosario. Así, tras igualar en el clásico 1-1 en el Parque Independencia y caer en La Plata ante Estudiantes, oficia de local en el estadio de Sarmiento de Junín ante Colón y pierde 1-4; luego de empatar en Caballito ante Ferro Carril Oeste, recibe a San Telmo en el reducto de Villa Dálmine en Campana el día 4 de abril y lo vence 3-1. Durante la mayor parte de este período el canalla no pudo contar con Kempes por estar afectado a una gira realizada ṕor la Selección por Europa Oriental; el cordobés convirtió el único gol del partido ante Unión Soviética en el Estadio Olímpico de Kiev el día 20 y participó también en los cotejos ante Polonia (2-1 el día 24) y Hungría (0-2 el día 27).

### Mes de abril

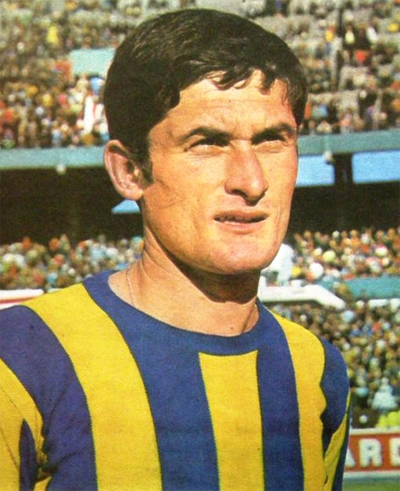
Coco Pascuttini jugó su última temporada en el club.

A la victoria ante Telmo le suma otro triunfo el día 11, también por 3-1, ante Banfield como visitante con dos goles del retornado Kempes, quien también convierte en el empate a uno de la siguiente jornada (la número 12) versus Atlanta. El día 19 vuelve finalmente a Barrio Arroyito e iguala ante Independiente sin goles; nuevos incidentes provocan la suspensión del estadio canalla por otras tres jornadas. Cierra el mes con otro 0-0, esta vez ante All Boys en Floresta. En nuevas incursiones con el elenco nacional, Kempes se luce anotando dos goles ante Uruguay el día 8 (triunfo 4-1 por la Copa Lipton) y otros dos versus Paraguay el día 28 (2-2 por el cotejo revancha de la Copa Bogado). En ambos partidos juega también como titular Daniel Killer.

### Mes de mayo

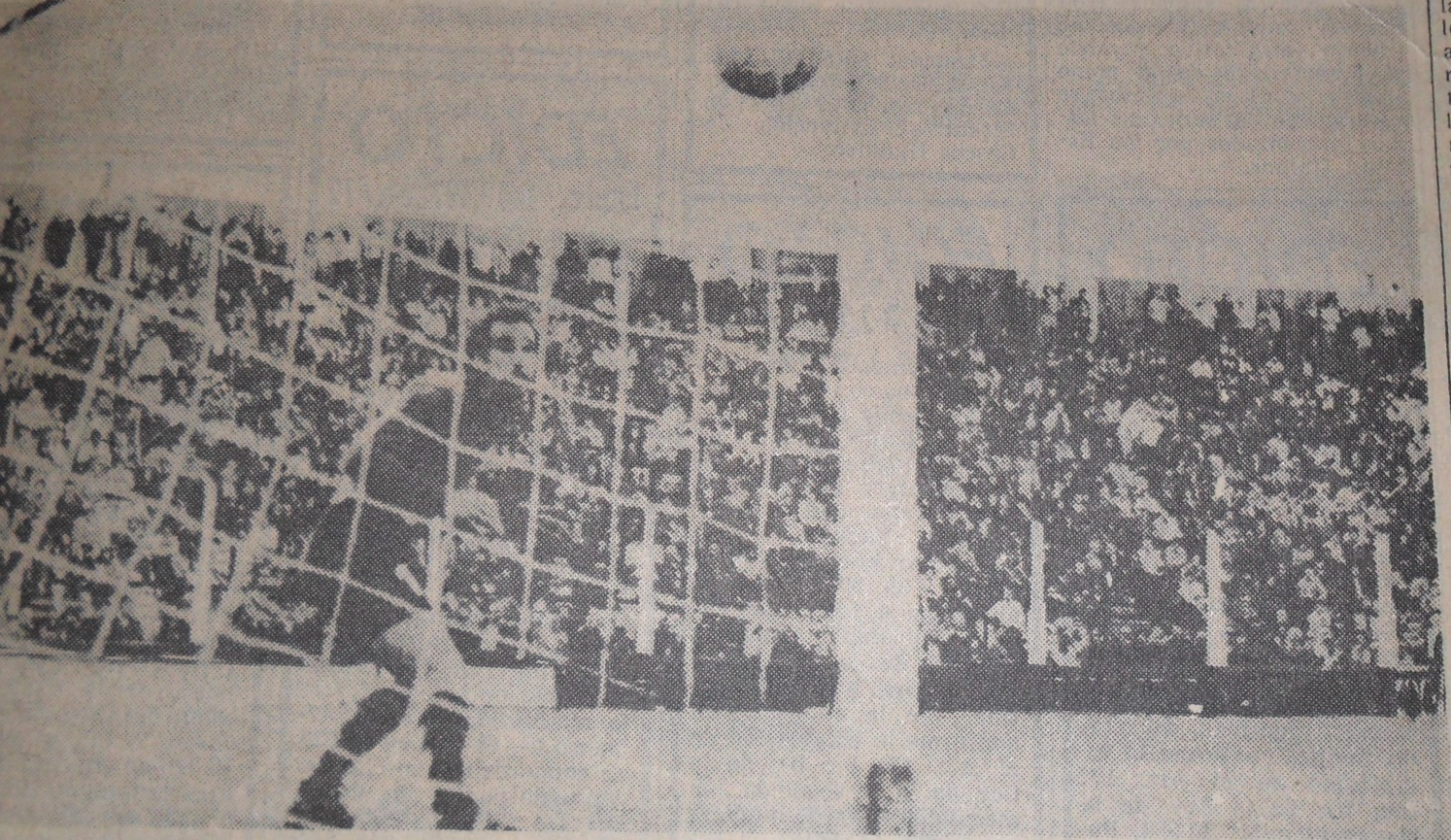
El arquero Carrasco ve cómo su valla es vencida tras remate de Romero; es el gol del empate canalla en el clásico del 16 de mayo.

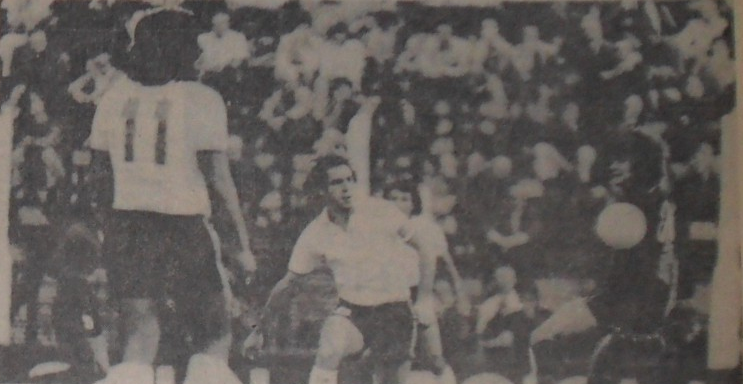
Otra imagen del clásico jugado en Atlanta; aparecen Agonil (camiseta 11) y Aimar de Central, Zanabria de Newell's.

El día 2 Rosario Central golea a Boca Juniors por 5-1 oficiando de anfitrión en el Parque Independencia; Zavagno abrió la cuenta a los cinco minutos de juego, prosiguiendo un festival de goles de Kempes. El Guaso marcó a los 33, 54 y 56, intercalando Agonil su gol a los 47. Juan Alberto Taverna descontó de tiro penal para la visita a los 71; el mismo jugador tuvo otra oportunidad desde los doce pasos a tres minutos del final, pero en esta ocasión se lució Héctor Zelada conteniendo el remate. Tras igualar por la fecha 16 en Parque Patricios ante Huracán, el día 16 Central recibe a Newell's en el estadio de Atlanta, al estar aún bajo pena de no poder jugar de local en Arroyito y con la que fue sorpresiva decisión de AFA de llevar el partido a ciudad de Buenos Aires. De esta forma, por segunda vez en la historia se disputó el clásico rosarino de manera oficial fuera de Rosario; la anterior ocasión había sido por la semifinal del Nacional 1971, jugada en cancha de River Plate y que finalizó con victoria canalla por 1-0 con el gol de palomita de Poy, confiriéndole la clasificación a la final del certamen que obtendría tres días después frente a San Lorenzo. El encuentro en terreno bohemio se presentó adverso al quedar Central con diez hombres tras la expulsión de Potente a los 71 minutos y ponerse Newell's en ventaja a los 74 por intermedio de Sergio Apolo Robles. Aun así, el cuadro auriazul logró empatar con gol del defensor José Humberto Romero a los 84, y a pesar de perder otro hombre tras ver la tarjeta roja Ignacio Ramón Peña un minuto después, el partido finalizó igualado. Tras caer en sus dos siguientes enfrentamientos, la Academia golea a Ferro 5-0 como local ya en su estadio. El día 19 Kempes había jugado para la Selección ante Brasil, partido revancha de la Copa Roca y que ganó el Scratch 2-0.

### Mes de junio
En sus dos últimos cotejos por la primera fase del torneo, Central iguala ante San Telmo en cancha de Huracán 2-2 y versus Banfield en Rosario por 1-1. Así, consigue clasificar de manera ajustada al dodecagonal que definiría el campeón, logrando el sexto puesto en su grupo. La ronda final arranca de manera mucho más promisoria para el equipo centralista; por la primera fecha, el día 13, golea a Colón en el Parque Independencia (se había determinado la neutralidad de los estadios para esta fase definitiva) con tres goles de Kempes. Una semana después empata en dos ante River en La Bombonera, con el Matador convirtiendo los dos goles centralistas. El día 27 estira su buen inicio derrotando a Huracán en Rosario por 3-1, tantos convertidos por Killer, Carlos Vidal y Rubén Pérez, este último futbolista de 17 años que hacía su debut absoluto en Primera División, además hijo del destacado jugador canalla de los años 1940 Alfredo Ricardo Pérez. En su última incursión del año con la Selección Nacional, Kempes anota un gol ante Uruguay en el triunfo conseguido por los argentinos en Montevideo por 3-0, válido por la Copa Newton.

### Mes de julio
El día 4 empata en un tanto con San Lorenzo, partido válido por la cuarta fecha y en el Ducó, mientras que con la derrota sufrida en cancha de Boca versus Independiente (1-4) por la jornada siguiente inicia una racha negativa que lo alejaría de la lucha por el título. Cae también en los dos siguientes partidos: 1-2 frente a Boca y 0-1 ante Estudiantes, equipo que lo venció en sus tres enfrentamientos en este torneo por el mismo marcador. Tras igualar contra Quilmes en dos tantos el día 25, José María Silvero deja el cargo de entrenador a falta de tres fechas para la finalización del certamen.

### Mes de agosto
Designado Francisco Erauzquin como director técnico interino, Central enfrenta a Newell's en Arroyito por la novena fecha de la ronda final e iguala en cero; este fue el último partido oficial para Mario Alberto Kempes con la camiseta de Rosario Central, ya que días antes se había decidido su transferencia a Valencia de la Primera División de España a cambio de 500000 dólares libres de todo concepto para el club. La venta del pase del cordobés se determinó a través de una votación abierta a los socios de Rosario Central, tal como la institución lo había hecho ya en 1936 con Enrique "Chueco" García, en 1949 con Benjamín Santos y en 1955 con Oscar Alberto Massei. Cabe destacar que este gesto democrático se llevó a cabo durante la ya iniciada dictadura cívico militar que había tomado el poder tras el golpe de Estado perpetrado el 24 de marzo del corriente año. El Matador dejó Rosario Central tras haber disputado 123 partidos y anotado 94 tantos, lo que lo convierte en el mayor goleador del club en la etapa profesional teniendo en cuenta los torneos de Primera División de Argentina y Conmebol. En el cierre de su participación en el Metro, Central iguala ante Gimnasia y Esgrima La Plata 1-1 y finaliza cayendo ante Unión de Santa Fe por 0-2, ocupando el octavo lugar en la clasificación final del dodecagonal.

### Mes de septiembre

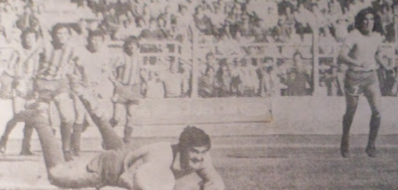
Ferrero vuela ante un remate de un futbolista de Aldosivi; el Oso se adueñó del arco durante el Nacional.

Bajo la conducción del joven entrenador Alfio Basile (contaba con 33 años) Central inicia su participación en el grupo C del Campeonato Nacional el día 12 enfrentando a Unión en Arroyito; logra derrotarlo por 2-1 con goles de Patota Potente. Por la segunda fecha iguala en cero frente a Huracán en Buenos Aires, venciendo luego a San Martín de Mendoza como local por 1-0 el día 26, nuevamente con tanto de Potente. Cierra el mes igualando en el clásico ante Newell's 1-1, gol de Pascuttini y jugando en su reducto.

### Mes de octubre
Abundan los empates durante este período, ya que iguala en cuatro de los seis cotejos que disputa. Sale airoso ante Platense en la fecha seis al derrotarlo 3-1 en Rosario, mientras que por la novena jornada el canalla pierde el invicto al caer ante All Boys como visitante por 2-1. El día 28 el delantero tucumano Raúl Agüero debuta con la Selección Argentina en el triunfo conseguido en Lima ante Perú (3-1) por la Copa Mariscal Ramón Castilla.

### Mes de noviembre

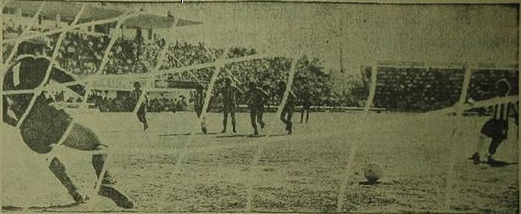
Gol de penal de Marchetti para Unión, en el empate entre tatenges y canallas el 31 de octubre.

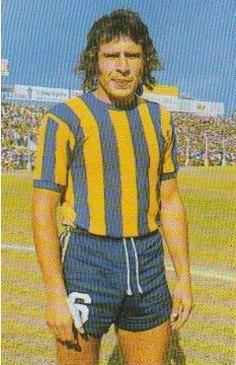
Daniel Killer se despidió de Central con 3 goles en los últimos 4 partidos.

Consigue cinco puntos sobre ocho en juego durante este mes, producto de dos victorias (3-1 en Mendoza ante San Martín y 1-0 versus Vélez Sarsfield), un empate (contra Huracán, 0-0) y una derrota (sufrida frente a Newell's, 0-2 en el Parque). El cotejo ante Vélez, disputado el día 24, fue el último oficial para Central en su viejo estadio, ya que luego del mismo se cerró durante más de un año para realizar la ampliación y las reformas necesarias de cara al Mundial 1978, para el que el estadio de Arroyito había sido designado como sede a fines de 1974. El día 10 Agüero había disputado el partido revancha por la Copa Castilla con la Selección ante su par peruano, con victoria albiceleste 1-0 en el Estadio José Amalfitani de Buenos Aires.

### Mes de diciembre
Al triunfo obtenido ante los velezanos, le suma otra dos victorias en forma consecutivas; el día 1 vence a Platense en cancha de Chacarita por 3-2, remontando el marcador en dos ocasiones, mientras que tres días después derrota por idéntico marcador a Aldosivi en Rosario y convirtiendo el gol de la victoria a un minuto del final por intermedio de Roberto Rogel. Sin embargo, la derrota en Formosa ante Sportivo Patria por 0-1 y el empate a dos versus All Boys en el Parque Independencia lo dejan al margen de la posibilidad de clasificar a cuartos de final; la gran cantidad de empates hicieron mella en la puntuación canalla y cierra de esta forma su participación en el certamen.

## Plantilla

### Altas y bajas
|                                                            |
| Gómez volvió desde Platense y retornó allí a mitad de año. |

|                                               |
| Ignacio Peña provino de Olympiacos de Grecia. |

|                                           |
| Andreuchi llegó desde Altos Hornos Zapla. |

|                                               |
| Miguel Benito se incorporó desde Estudiantes. |

|                                     |
| Agüero provino de Atlético Tucumán. |

Altas
| Altas                   | Altas         | Altas                   | Altas | Altas |
| Jugador                 | Posición      | Procedencia             |       |       |
| ----------------------- | ------------- | ----------------------- | ----- | ----- |
| Osvaldo Rubén Potente   | Mediocampista | Boca Juniors            |       |       |
| Carlos Alberto Gómez    | Delantero     | Platense                |       |       |
| Camilo Abelardo Aguilar | Delantero     | Colón                   |       |       |
| Luis Andreuchi          | Delantero     | Altos Hornos Zapla      |       |       |
| Ignacio Ramón Peña      | Delantero     | Olympiacos              |       |       |
| Mitad de temporada      |               |                         |       |       |
| Roberto Rogel           | Defensor      | Tigres                  |       |       |
| Raúl Agüero             | Delantero     | Atlético Tucumán        |       |       |
| Miguel Ángel Benito     | Delantero     | Estudiantes de La Plata |       |       |
| Oscar Ángel Palavecino  | Delantero     | Independiente Rivadavia |       |       |
| Jorge Raúl Pintos       | Delantero     | Barracas Central        |       |       |

Bajas
|                                             |
| Otmar Pellegrini pasó a Junior de Colombia. |

|                                       |
| Rubiola continuó en Atlético Ledesma. |

|                                              |
| Cerminatto también tuvo como destino Junior. |

|                                              |
| Bóveda pasó a Atlético Nacional de Medellín. |

|                                                             |
| Zavagno fue cedido a Atlético Tucumán a mitad de temporada. |

| Bajas                   | Bajas         | Bajas                  | Bajas | Bajas |
| Jugador                 | Posición      | Destino                |       |       |
| ----------------------- | ------------- | ---------------------- | ----- | ----- |
| Raúl Caresani           | Defensor      | ¿?                     |       |       |
| Jorge Quirincich        | Defensor      | Central Norte de Salta |       |       |
| Daniel César Saita      | Defensor      | Deportes Quindío       |       |       |
| Roberto Cerminatto      | Mediocampista | Junior de Barranquilla |       |       |
| Osvaldo Risaletto       | Mediocampista | ¿?                     |       |       |
| Horacio Vigna           | Mediocampista | ¿?                     |       |       |
| Omar Chiodín            | Delantero     | Sarmiento de Junín     |       |       |
| Mario Kempes            | Delantero     | Valencia               |       |       |
| Otmar Pellegrini        | Delantero     | Junior de Barranquilla |       |       |
| Alberto Nicanor Perassi | Delantero     | ¿?                     |       |       |
| Oscar Rubiola           | Delantero     | Atlético Ledesma       |       |       |
| Mitad de temporada      |               |                        |       |       |
| Carlos Aurelio López    | Arquero       | Colón                  |       |       |
| Juan Antonio Burgos     | Defensor      | Atlético Tucumán       |       |       |
| Jorge Pellegrini        | Defensor      | Atlético Tucumán       |       |       |
| José Humberto Romero    | Defensor      | Atlético Tucumán       |       |       |
| Carlos Vidal            | Mediocampista | Atlético Tucumán       |       |       |
| Hugo Zavagno            | Mediocampista | Atlético Tucumán       |       |       |
| Ramón Bóveda            | Delantero     | Atlético Nacional      |       |       |
| Carlos Alberto Gómez    | Delantero     | Platense               |       |       |
| Eduardo Raschetti       | Delantero     | Atlético Nacional      |       |       |
| Ignacio Ramón Peña      | Delantero     | Stade de Reims         |       |       |

## Estadísticas del equipo
| Ítem                       | Metro | Nacional | Total |
| -------------------------- | ----- | -------- | ----- |
| Partidos jugados           | 33    | 18       | 51    |
| Partidos ganados           | 8     | 7        | 15    |
| Partidos empatados         | 14    | 8        | 22    |
| Partidos perdidos          | 11    | 3        | 14    |
| Goles a favor              | 52    | 24       | 76    |
| Goles en contra            | 44    | 19       | 63    |
| Partidos sin marcar goles  | 8     | 4        | 12    |
| Partidos sin recibir goles | 6     | 4        | 10    |
| Goles de penal convertidos | 2     | 2        | 4     |
| Goles de penal recibidos   | 3     | 0        | 3     |
| Tarjetas rojas             | 5     | 1        | 6     |

### Estadística de partidos

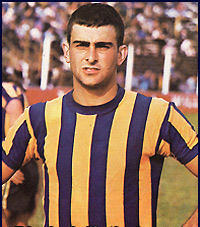
Mario Kempes fue el goleador del Campeonato Metropolitano.

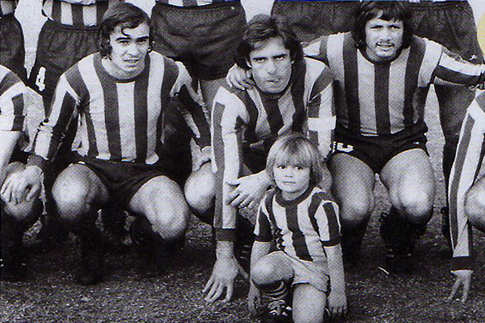
Oscar Agonil, Hugo Zavagno y Víctor Mancinelli.

- Primer gol de la temporada: Carlos Aimar en el cotejo correspondiente a la primera fecha del Campeonato Metropolitano versus Atlanta.
- Último gol de la temporada: Carlos Aimar en el cotejo correspondiente a la 18.° y última fecha del grupo C del Campeonato Nacional versus All Boys.
- Mayores rachas
  - Victorias consecutivas: 2 (en dos ocasiones: fechas 10 y 11 Metropolitano y fechas 15 y 16 Nacional)
    - En el Metropolitano: 2 (fechas 10 y 11)
    - En el Nacional: 2 (fechas 15 y 16)

  - Empates consecutivos: 3 (en dos ocasiones: fechas 12 a 14 y 8 a 10 ronda final Metropolitano)
    - En el Metropolitano: 3 (en dos ocasiones: fechas 12 a 14 y 8 a 10 ronda final)
    - En el Nacional: 2 (en dos ocasiones: fechas 4 y 5, 7 y 8)

  - Derrotas consecutivas: 3 (fechas 4 a 6 ronda final Metropolitano)
    - En el Metropolitano: 3 (fechas 4 a 6 ronda final)
    - En el Nacional: no acumuló

  - Partidos invicto: 9 (fechas 9 a 17 Metropolitano)
    - En el Metropolitano: 9 (fechas 9 a 17)
    - En el Nacional: 8 (fechas 1 a 8)

  - Partidos sin ganar: 8 (fechas 4 a 11 Metropolitano)
    - En el Metropolitano: 8 (fechas 4 a 11)
    - En el Nacional: 5 (fechas 7 a 11)

  - Anotadora: 10 (fechas 19 a 22 y 1 a 6 ronda final Metropolitano)
    - En el Metropolitano: 10 (fechas 19 a 22 y 1 a 6 ronda final)
    - En el Nacional: 8 (fechas 3 a 10)

  - Sin marcar: 2 (fechas 13 y 14 Metro)
    - En el Metropolitano: 2 (fechas 13 y 14)
    - En el Nacional: no acumuló

  - Sin recibir goles: 2 (en dos ocasiones: fechas 13 y 14 Metro, 2 y 3 Nacional)
    - En el Metropolitano: 2 (fechas 13 y 14)
    - En el Nacional: 2 (fechas 2 y 3)
- Mayor victoria
  - Vs. Ferro Carril Oeste 5-0 (fecha 20 del Metro)
- Mayor derrota 
  - Vs. Colón 1-4 (fecha 8 del Metropolitano), vs. Independiente 1-4 (fecha 5 rondal final del Metropolitano

### Resumen de resultados
| Total |    |    |    |    |    |    |      |
| PJ    | PG | PE | PP | GF | GC | DG | Pts. |
| 51    | 15 | 22 | 14 | 76 | 63 | 13 | 52   |

| Local |    |    |    |    |    |    |     |
| PJ    | PG | PE | PP | GF | GC | DG | Pts |
| 20    | 10 | 7  | 3  | 39 | 20 | 19 | 27  |

| Visita |    |    |    |    |    |    |     |
| PJ     | PG | PE | PP | GF | GC | DG | Pts |
| 20     | 3  | 10 | 7  | 23 | 27 | -4 | 16  |

* Once partidos jugados en condición neutral: 2 PG, 5 PE, 4 PP, 14 GF, 16 GC

#### Tabla de posiciones del Campeonato Metropolitano

##### Zona A
| Pos. | Equipo             | Pts. | PJ | PG | PE | PP | GF | GC | Dif. |
| ---- | ------------------ | ---- | -- | -- | -- | -- | -- | -- | ---- |
| 1.º  | Huracán            | 37   | 22 | 15 | 7  | 0  | 47 | 20 | 27   |
| 2.º  | Estudiantes        | 29   | 22 | 10 | 9  | 3  | 33 | 22 | 11   |
| 3.º  | Independiente      | 28   | 22 | 9  | 10 | 3  | 37 | 24 | 13   |
| 4.º  | Boca Juniors       | 25   | 22 | 9  | 7  | 6  | 30 | 22 | 8    |
| 5.º  | Colón              | 22   | 22 | 9  | 4  | 9  | 35 | 35 | 0    |
| 6.º  | Rosario Central    | 21   | 22 | 6  | 9  | 7  | 38 | 28 | 10   |
| 7.º  | Ferro Carril Oeste | 20   | 22 | 6  | 8  | 8  | 28 | 36 | −8   |
| 8.º  | Banfield           | 18   | 22 | 4  | 10 | 8  | 29 | 40 | −11  |
| 9.º  | Atlanta            | 16   | 22 | 6  | 4  | 12 | 19 | 39 | −20  |
| 10.º | San Telmo          | 15   | 22 | 4  | 7  | 11 | 27 | 37 | −10  |
| 11.º | All Boys           | 12   | 22 | 2  | 8  | 12 | 15 | 38 | −23  |

|  | Clasificó al certamen por el título.        |
|  | Debió disputar el certamen por el descenso. |

##### Ronda final
| Pos. | Equipo            | Pts. | PJ | PG | PE | PP | GF | GC | Dif. |
| ---- | ----------------- | ---- | -- | -- | -- | -- | -- | -- | ---- |
| 1.º  | Boca Juniors      | 19   | 11 | 8  | 3  | 0  | 18 | 8  | 10   |
| 2.º  | Huracán           | 16   | 11 | 7  | 2  | 2  | 20 | 12 | 8    |
| 3.º  | Estudiantes       | 14   | 11 | 5  | 4  | 2  | 16 | 13 | 3    |
| 4.º  | Unión             | 13   | 11 | 5  | 3  | 3  | 16 | 13 | 3    |
| 5.º  | River Plate       | 13   | 11 | 3  | 7  | 1  | 13 | 11 | 2    |
| 6.º  | Newell's Old Boys | 12   | 11 | 4  | 4  | 3  | 11 | 12 | −1   |
| 7.º  | Quilmes           | 10   | 11 | 2  | 6  | 3  | 18 | 18 | 0    |
| 8.º  | Rosario Central   | 9    | 11 | 2  | 5  | 4  | 14 | 16 | −2   |
| 9.º  | Colón             | 8    | 11 | 2  | 4  | 5  | 15 | 20 | −5   |
| 10.º | Independiente     | 6    | 11 | 3  | 0  | 8  | 17 | 17 | 0    |
| 11.º | Gimnasia LP       | 6    | 11 | 1  | 4  | 6  | 13 | 21 | −8   |
| 12.º | San Lorenzo       | 6    | 11 | 1  | 4  | 6  | 7  | 17 | −10  |

#### Tabla de posiciones del Campeonato Nacional

##### Zona C
| Pos. | Equipo          | Pts. | PJ | PG | PE | PP | GF | GC | Dif. |
| ---- | --------------- | ---- | -- | -- | -- | -- | -- | -- | ---- |
| 1.º  | Huracán         | 28   | 18 | 12 | 4  | 2  | 36 | 15 | 21   |
| 2.º  | Unión           | 25   | 18 | 10 | 5  | 3  | 32 | 15 | 17   |
| 3.º  | Rosario Central | 22   | 18 | 7  | 8  | 3  | 24 | 19 | 5    |
| 4.º  | San Martín (M)  | 17   | 18 | 6  | 5  | 7  | 27 | 28 | −1   |
| 5.º  | Aldosivi        | 16   | 18 | 6  | 4  | 8  | 25 | 33 | −8   |
| 6.º  | Vélez Sarsfield | 15   | 18 | 4  | 7  | 7  | 21 | 24 | −3   |
| 7.º  | Platense        | 14   | 18 | 5  | 4  | 9  | 19 | 32 | −13  |
| 8.º  | Sportivo Patria | 12   | 18 | 4  | 4  | 10 | 24 | 37 | −13  |
| 9.º  | All Boys        | 12   | 18 | 4  | 4  | 10 | 16 | 26 | −10  |

|  | Clasificó a la fase final. |

## Estadísticas de jugadores
|                               |
| Ricardo Ferrero (20 partidos) |

|                                  |
| José Romero (16 partidos, 1 gol) |

|                                      |
| Eduardo Cáceres (14 partidos, 1 gol) |

|                                          |
| Juan Antonio Burgos (11 partidos, 1 gol) |

|                              |
| José Van Tuyne (20 partidos) |

| Pos.           | Nombre               | Metropolitano | Metropolitano | Nacional | Nacional | Total | Total |
| Pos.           | Nombre               | PJ            | G             | PJ       | G        | PJ    | G     |
| -------------- | -------------------- | ------------- | ------------- | -------- | -------- | ----- | ----- |
| Guardameta     | Ricardo Ferrero      | 9             | -15           | 11       | -9       | 20    | -24   |
| Guardameta     | Héctor Zelada        | 24            | -29           | 7        | -10      | 31    | -39   |
| Defensa        | Juan Antonio Burgos  | 11            | 1             | 0        | 0        | 11    | 1     |
| Defensa        | Gregorio Cerdán      | 0             | 0             | 3        | 0        | 3     | 0     |
| Defensa        | Oscar Craiyacich     | 24            | 0             | 0        | 0        | 24    | 0     |
| Defensa        | Jorge Alberto García | 31            | 0             | 18       | 1        | 49    | 1     |
| Defensa        | José Jorge González  | 23            | 0             | 18       | 0        | 41    | 0     |
| Defensa        | Daniel Killer        | 17            | 2             | 18       | 3        | 35    | 5     |
| Defensa        | Aurelio Pascuttini   | 8             | 0             | 9        | 1        | 17    | 1     |
| Defensa        | Roberto Rogel        | 0             | 0             | 9        | 2        | 9     | 2     |
| Defensa        | José Romero          | 16            | 1             | 0        | 0        | 16    | 1     |
| Defensa        | José Van Tuyne       | 13            | 0             | 7        | 0        | 20    | 0     |
| Centrocampista | Carlos Aimar         | 26            | 2             | 14       | 2        | 40    | 4     |
| Centrocampista | Víctor Mancinelli    | 28            | 1             | 10       | 0        | 38    | 1     |
| Centrocampista | Miguel Ángel Manzi   | 0             | 0             | 1        | 0        | 1     | 0     |
| Centrocampista | Rubén Pérez          | 1             | 1             | 2        | 0        | 3     | 1     |
| Centrocampista | Osvaldo Potente      | 19            | 4             | 6        | 3        | 25    | 7     |
| Centrocampista | Norberto Rosetti     | 3             | 1             | 0        | 0        | 3     | 1     |
| Centrocampista | Eduardo Solari       | 2             | 0             | 14       | 1        | 16    | 1     |
| Centrocampista | Carlos Vidal         | 15            | 4             | 0        | 0        | 15    | 4     |
| Centrocampista | Hugo Zavagno         | 26            | 2             | 0        | 0        | 26    | 2     |
| Delantero      | Oscar Agonil         | 22            | 1             | 11       | 1        | 33    | 2     |
| Delantero      | Raúl Agüero          | 0             | 0             | 17       | 2        | 17    | 2     |
| Delantero      | Camilo Aguilar       | 6             | 0             | 0        | 0        | 6     | 0     |
| Delantero      | Luis Andreuchi       | 6             | 3             | 17       | 1        | 23    | 4     |
| Delantero      | Miguel Benito        | 0             | 0             | 17       | 3        | 17    | 3     |
| Delantero      | Ramón Bóveda         | 9             | 0             | 0        | 0        | 9     | 0     |
| Delantero      | Eduardo Cáceres      | 14            | 1             | 0        | 0        | 14    | 1     |
| Delantero      | Carlos Alberto Gómez | 2             | 0             | 0        | 0        | 2     | 0     |
| Delantero      | Miguel Ángel Juárez  | 1             | 0             | 0        | 0        | 1     | 0     |
| Delantero      | Mario Kempes         | 22            | 21            | 0        | 0        | 22    | 21    |
| Delantero      | Oscar Lamberti       | 19            | 4             | 0        | 0        | 19    | 4     |
| Delantero      | Ignacio Peña         | 14            | 2             | 0        | 0        | 14    | 2     |
| Delantero      | Oscar Palavecino     | 0             | 0             | 16       | 4        | 16    | 4     |
| Delantero      | Jorge Pintos         | 0             | 0             | 3        | 0        | 3     | 0     |
| Delantero      | Eduardo Raschetti    | 1             | 0             | 0        | 0        | 1     | 0     |

|                                     |
| Eduardo Solari (16 partidos, 1 gol) |

|                                        |
| Víctor Mancinelli (38 partidos, 1 gol) |

|                                |
| Oscar Craiyacich (24 partidos) |

|                                   |
| Jorge García (49 partidos, 1 gol) |

|                                      |
| Norberto Rosetti (3 partidos, 1 gol) |

### Principales goleadores de la temporada
| Futbolista      | Goles |
| --------------- | ----- |
| Mario Kempes    | 21    |
| Osvaldo Potente | 7     |
| Daniel Killer   | 5     |

## Detalle de partidos

### Amistosos
| Amistoso; 1976 | Selección de Perú | 0:0     | Rosario Central | Nacional, Lima |  |
|                |                   | Reporte |                 |                |  |

| Amistoso; 25 de agosto de 1976 | Tigres | 3:5     | Rosario Central | Universitario, San Nicolás de los Garza |  |
|                                |        | Reporte |                 |                                         |  |

### Primera División

#### Campeonato Metropolitano
| Fecha 1; 15 de febrero de 1976 | Rosario Central                                                      | 4:1 | Atlanta        | Arroyito, Rosario |  |
|                                | Carlos Aimar · Osvaldo Potente · Mario Kempes · Eduardo García a.g.' |     | Eduardo García |                   |  |

| Fecha 2; 18 de febrero de 1976 | Independiente                                                                           | 4:2     | Rosario Central                                                                  | Doble Visera, Avellaneda   |                            |
|                                | Daniel Astegiano 2' 66' · Ricardo Pavoni 6' · Ricardo Bochini 56' · Osvaldo Carrica 85' | Reporte | Mario Kempes 12' · Osvaldo Potente 60' · Carlos Aimar 85' · Oscar Craiyacich 89' | Árbitro(s): Ángel Coerezza | Árbitro(s): Ángel Coerezza |

| Fecha 3; 22 de febrero de 1976 | Rosario Central                                                             | 4:0 | All Boys | Arroyito, Rosario |  |
|                                | Carlos Aimar · Ignacio Ramón Peña pen.' · Oscar Lamberti · Norberto Rosetti |     |          |                   |  |

| Fecha 4; 1 de marzo de 1976 | Boca Juniors            | 1:0     | Rosario Central | La Bombonera, Buenos Aires  |                             |
|                             | Hugo Paulino Sánchez 5' | Reporte |                 | Árbitro(s): Miguel Comesaña | Árbitro(s): Miguel Comesaña |

| Fecha 5; 7 de marzo de 1976 | Rosario Central | 1:2     | Huracán                                | Arroyito, Rosario             |                               |
|                             | Mario Kempes 6' | Reporte | Augusto Sánchez 65' · Carlos Leone 83' | Árbitro(s): Arturo Ithurralde | Árbitro(s): Arturo Ithurralde |

| Fecha 6; 14 de marzo de 1976 | Newell's Old Boys         | 1:1     | Rosario Central        | Parque Independencia, Rosario |                              |
|                              | José Antonio Palacios 28' | Reporte | Ignacio Ramón Peña 47' | Árbitro(s): Pascual Sukutián  | Árbitro(s): Pascual Sukutián |

| Fecha 7; 17 de marzo de 1976 | Estudiantes de La Plata | 1:0     | Rosario Central | Jorge Luis Hirschi, La Plata |                              |
|                              | Carlos Pachamé 62'      | Reporte |                 | Árbitro(s): Roberto Barreiro | Árbitro(s): Roberto Barreiro |

| Fecha 8; 21 de marzo de 1976 | Rosario Central         | 1:4     | Colón                                                                                            | C. A. Sarmiento, Junín   |                          |
|                              | Juan Antonio Burgos 60' | Reporte | Aurelio Pascuttini 21' (a.g.) · Juan Carlos López 30' · José Luis Saldaño 53' · Daniel Aricó 62' | Árbitro(s): Jorge Romero | Árbitro(s): Jorge Romero |

| Fecha 9; 28 de marzo de 1976 | Ferro Carri Oeste                              | 2:2     | Rosario Central                             | C. Ferro Carril Oeste, Buenos Aires |                               |
|                              | Rodolfo Domínguez 35' · Norberto Eiras 46' 66' | Reporte | Osvaldo Potente 15' · Víctor Mancinelli 57' | Árbitro(s): Alberto Ducatelli       | Árbitro(s): Alberto Ducatelli |

| Fecha 10; 4 de abril de 1976 | Rosario Central                        | 3:1     | San Telmo            | C. Villa Dálmine, Campana   |                             |
|                              | Oscar Agonil 1' · Carlos Vidal 69' 82' | Reporte | Medardo Cloquell 79' | Árbitro(s): Miguel Comesaña | Árbitro(s): Miguel Comesaña |

| Fecha 11; 11 de abril de 1976 | Banfield       | 1:3 | Rosario Central             | C. A. Banfield, Banfield |  |
|                               | Héctor Pitarch |     | Mario Kempes · Carlos Vidal |                          |  |

| Fecha 12; 15 de abril de 1976 | Atlanta        | 1:1 | Rosario Central | C. A. Atlanta, Buenos Aires |  |
|                               | Eduardo García |     | Mario Kempes    |                             |  |

| Fecha 13; 19 de abril de 1976 | Rosario Central        | 0:0     | Independiente | Arroyito, Rosario       |                         |
|                               | Ignacio Ramón Peña 78' | Reporte |               | Árbitro(s): Oscar Veiró | Árbitro(s): Oscar Veiró |

| Fecha 14; 25 de abril de 1976 | All Boys | 0:0     | Rosario Central | C. A. All Boys, Buenos Aires |                              |
|                               |          | Reporte |                 | Árbitro(s): Pascual Sukutián | Árbitro(s): Pascual Sukutián |

| Fecha 15; 2 de mayo de 1976 | Rosario Central                                               | 5:1     | Boca Juniors                                            | Parque Independencia, Rosario |                            |
|                             | Hugo Zavagno 5' · Mario Kempes 33' 54' 56' · Oscar Agonil 47' | Reporte | Juan Alberto Taverna 71' (pen.) · Osvaldo Gutiérrez 75' | Árbitro(s): Luis Pestarino    | Árbitro(s): Luis Pestarino |

| Fecha 16; 7 de mayo de 1976 | Huracán                   | 1:1     | Rosario Central    | Tomás Ducó, Buenos Aires     |                              |
|                             | Miguel Ángel Brindisi 47' | Reporte | Oscar Lamberti 90' | Árbitro(s): Roberto Barreiro | Árbitro(s): Roberto Barreiro |

| Fecha 17; 16 de mayo de 1976 | Rosario Central                                                | 1:1     | Newell's Old Boys | C. A. Atlanta, Buenos Aires |                         |
|                              | José Romero 84' · Osvaldo Potente 71' · Ignacio Ramón Peña 85' | Reporte | Sergio Robles 74' | Árbitro(s): Aldo Ottone     | Árbitro(s): Aldo Ottone |

| Fecha 18; 23 de mayo de 1976 | Rosario Central | 0:1     | Estudiantes de La Plata | Parque Independencia, Rosario |                              |
|                              |                 | Reporte | Rubén Pagnanini 85'     | Árbitro(s): Roberto Barreiro  | Árbitro(s): Roberto Barreiro |

| Fecha 19; 25 de mayo de 1976 | Colón                                    | 2:1     | Rosario Central  | Brigadier López, Santa Fe |                         |
|                              | Juan Carlos López 54' · Daniel Aricó 70' | Reporte | Mario Kempes 28' | Árbitro(s): Pedro Feola   | Árbitro(s): Pedro Feola |

| Fecha 20; 30 de mayo de 1976 | Rosario Central                                                                         | 5:0     | Ferro Carril Oeste       | Arroyito, Rosario        |                          |
|                              | Eduardo Julio Cáceres 7' · Hugo Zavagno 43' · Mario Kempes 62' 70' · Luis Andreuchi 79' | Reporte | Juan Domingo Rocchia 68' | Árbitro(s): Jorge Romero | Árbitro(s): Jorge Romero |

| Fecha 21; 2 de junio de 1976 | San Telmo                            | 2:2     | Rosario Central      | Tomás Ducó, Buenos Aires    |                             |
|                              | Ángel Ferreyra 45' · Pedro Patti 69' | Reporte | Mario Kempes 51' 63' | Árbitro(s): Miguel Comesaña | Árbitro(s): Miguel Comesaña |

| Fecha 22; 6 de junio de 1976 | Rosario Central     | 1:1     | Banfield            | Arroyito, Rosario             |                               |
|                              | Osvaldo Potente 17' | Reporte | Ricardo Ferlich 37' | Árbitro(s): Alberto Ducatelli | Árbitro(s): Alberto Ducatelli |

| Ronda final-fecha 1; 13 de junio de 1976 | Rosario Central | 3:0 | Colón | Parque Independencia, Rosario |  |
|                                          | Mario Kempes    |     |       |                               |  |

| Ronda final-fecha 2; 20 de junio de 1976 | River Plate                               | 2:2     | Rosario Central      | La Bombonera, Buenos Aires |                           |
|                                          | José Reinaldi 50' · Daniel Passarella 65' | Reporte | Mario Kempes 42' 71' | Árbitro(s): Sergio García  | Árbitro(s): Sergio García |

| Ronda final-fecha 3; 27 de junio de 1976 | Rosario Central                            | 3:1 | Huracán               | Parque Independencia, Rosario |  |
|                                          | Daniel Killer · Carlos Vidal · Rubén Pérez |     | Miguel Ángel Brindisi |                               |  |

| Ronda final-fecha 4; 4 de julio de 1976 | San Lorenzo de Almagro  | 1:1     | Rosario Central    | Tomás Ducó, Buenos Aires   |                            |
|                                         | Mario Alberto Rizzi 17' | Reporte | Luis Andreuchi 79' | Árbitro(s): Luis Pestarino | Árbitro(s): Luis Pestarino |

| Ronda final-fecha 5; 11 de julio de 1976 | Rosario Central  | 1:4     | Independiente                                                  | La Bombonera, Buenos Aires |                           |
|                                          | Mario Kempes 78' | Reporte | César Brítez 6' 80' · Percy Rojas 29' · Víctor Hugo Arroyo 67' | Árbitro(s): Teodoro Nitti  | Árbitro(s): Teodoro Nitti |

| Ronda final-fecha 6; 14 de julio de 1976 | Boca Juniors                       | 2:1     | Rosario Central    | Parque Independencia, Rosario |                             |
|                                          | Darío Felman 61' (pen.) 77' (pen.) | Reporte | Luis Andreuchi 52' | Árbitro(s): Miguel Comesaña   | Árbitro(s): Miguel Comesaña |

| Ronda final-fecha 7; 18 de julio de 1976 | Rosario Central | 0:1     | Estudiantes de La Plata    | Juan Carmelo Zerillo, La Plata |                               |
|                                          |                 | Reporte | Miguel Ángel Del Curto 71' | Árbitro(s): Alberto Ducatelli  | Árbitro(s): Alberto Ducatelli |

| Ronda final-fecha 8; 25 de julio de 1976 | Quilmes                                | 2:2     | Rosario Central                              | Parque Independencia, Rosario |                             |
|                                          | Jorge Kaliszuk 46' · Migue Filardo 55' | Reporte | Mario Kempes 36' (pen.) · Oscar Lamberti 53' | Árbitro(s): Miguel Comesaña   | Árbitro(s): Miguel Comesaña |

| Ronda final-fecha 9; 1 de agosto de 1976 | Rosario Central | 0:0     | Newell's Old Boys | Arroyito, Rosario         |                           |
|                                          |                 | Reporte |                   | Árbitro(s): Sergio García | Árbitro(s): Sergio García |

| Ronda final-fecha 10; 3 de agosto de 1976 | Gimnasia y Esgrima La Plata | 1:1     | Rosario Central   | Parque Independencia, Rosario |                           |
|                                           | Jorge Nelson Forgues 18'    | Reporte | Daniel Killer 63' | Árbitro(s): Sergio García     | Árbitro(s): Sergio García |

| Ronda final-fecha 11; 7 de agosto de 1976 | Unión de Santa Fe                              | 2:0     | Rosario Central | Brigadier López, Santa Fe    |                              |
|                                           | Oscar Víctor Trossero 19' · Jorge Casaccio 74' | Reporte |                 | Árbitro(s): Pascual Sukutián | Árbitro(s): Pascual Sukutián |

##### Partido destacado

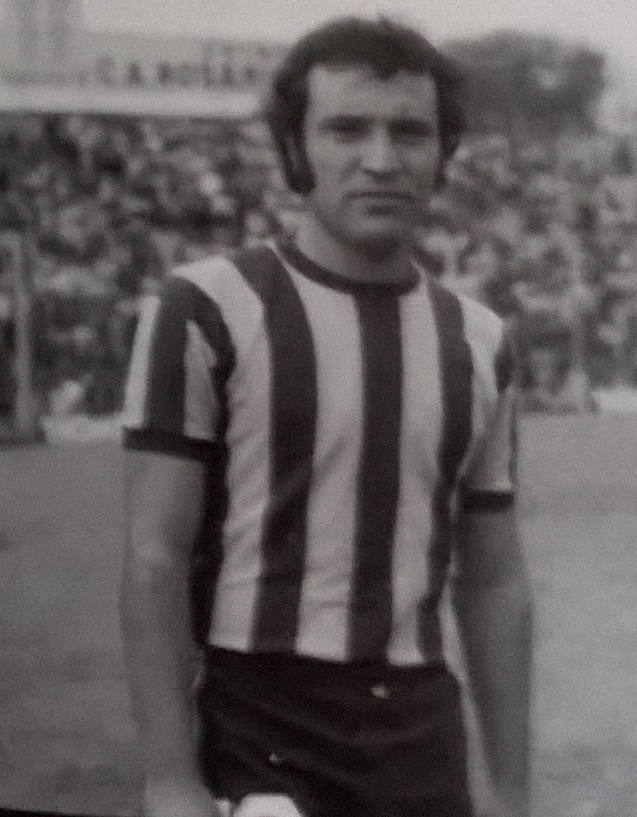
Patota Potente marcó los dos goles centralistas.

| 1     | POR   | Héctor Zelada        |     |
| 4     | DEF   | José Van Tuyne       |     |
| 2     | DEF   | Oscar Craiyacich     |     |
| 6     | DEF   | Daniel Killer        |     |
| 3     | DEF   | Jorge Alberto García |     |
| 8     | MED   | Osvaldo Potente      |     |
| 5     | MED   | Carlos Aimar         |     |
| 11    | MED   | Hugo Zavagno         |     |
| 10    | DEL   | Oscar Lamberti       |     |
| 7     | DEL   | Oscar Agonil         | 68' |
| 9     | DEL   | Mario Kempes         |     |
| D. T. | D. T. | José María Silvero   |     |

| 1     | POR   | Carlos Biasutto      |     |
| 4     | DEF   | Armando Ovide        |     |
| 2     | DEF   | José Luis Tesare     |     |
| 6     | DEF   | Roberto Mouzo        |     |
| 3     | DEF   | Ricardo Alonso       | 44' |
| 6     | MED   | Jorge José Benítez   |     |
| 5     | MED   | Marcelo Trobbiani    |     |
| 11    | MED   | Jorge Ribolzi        | 66' |
| 10    | DEL   | Darío Felman         |     |
| 7     | DEL   | Juan Alberto Taverna |     |
| 9     | DEL   | Carlos Veglio        |     |
| D. T. | D. T. | Juan Carlos Lorenzo  |     |

| 13 | Delantero | Carlos Vidal | 68' |

| 13 | Centrocampista | Osvaldo Gutiérrez 75' | 46' |
| 14 | Centrocampista | Abel Alves            | 66' |

| 5' · 33' · 47' · 54' · 56' | Hugo Zavagno Mario Kempes Oscar Lamberti Mario Kempes | 1:0 2:0 3:0 4:0 5:0 |

| 71' · | Juan Alberto Taverna | 1:5 |

| Principal | Luis Pestarino |

| 1     | POR   | Héctor Zelada        |     |
| 4     | DEF   | José Van Tuyne       |     |
| 2     | DEF   | Oscar Craiyacich     |     |
| 6     | DEF   | Daniel Killer        |     |
| 3     | DEF   | Jorge Alberto García |     |
| 8     | MED   | Osvaldo Potente      |     |
| 5     | MED   | Carlos Aimar         |     |
| 11    | MED   | Hugo Zavagno         |     |
| 10    | DEL   | Oscar Lamberti       |     |
| 7     | DEL   | Oscar Agonil         | 68' |
| 9     | DEL   | Mario Kempes         |     |
| D. T. | D. T. | José María Silvero   |     |

| 1     | POR   | Carlos Biasutto      |     |
| 4     | DEF   | Armando Ovide        |     |
| 2     | DEF   | José Luis Tesare     |     |
| 6     | DEF   | Roberto Mouzo        |     |
| 3     | DEF   | Ricardo Alonso       | 44' |
| 6     | MED   | Jorge José Benítez   |     |
| 5     | MED   | Marcelo Trobbiani    |     |
| 11    | MED   | Jorge Ribolzi        | 66' |
| 10    | DEL   | Darío Felman         |     |
| 7     | DEL   | Juan Alberto Taverna |     |
| 9     | DEL   | Carlos Veglio        |     |
| D. T. | D. T. | Juan Carlos Lorenzo  |     |

| 13 | Delantero | Carlos Vidal | 68' |

| 13 | Centrocampista | Osvaldo Gutiérrez 75' | 46' |
| 14 | Centrocampista | Abel Alves            | 66' |

| 5' · 33' · 47' · 54' · 56' | Hugo Zavagno Mario Kempes Oscar Lamberti Mario Kempes | 1:0 2:0 3:0 4:0 5:0 |

| 71' · | Juan Alberto Taverna | 1:5 |

| Principal | Luis Pestarino |

| 1     | POR   | Héctor Zelada        |     |
| 4     | DEF   | José Van Tuyne       |     |
| 2     | DEF   | Oscar Craiyacich     |     |
| 6     | DEF   | Daniel Killer        |     |
| 3     | DEF   | Jorge Alberto García |     |
| 8     | MED   | Osvaldo Potente      |     |
| 5     | MED   | Carlos Aimar         |     |
| 11    | MED   | Hugo Zavagno         |     |
| 10    | DEL   | Oscar Lamberti       |     |
| 7     | DEL   | Oscar Agonil         | 68' |
| 9     | DEL   | Mario Kempes         |     |
| D. T. | D. T. | José María Silvero   |     |

| 1     | POR   | Carlos Biasutto      |     |
| 4     | DEF   | Armando Ovide        |     |
| 2     | DEF   | José Luis Tesare     |     |
| 6     | DEF   | Roberto Mouzo        |     |
| 3     | DEF   | Ricardo Alonso       | 44' |
| 6     | MED   | Jorge José Benítez   |     |
| 5     | MED   | Marcelo Trobbiani    |     |
| 11    | MED   | Jorge Ribolzi        | 66' |
| 10    | DEL   | Darío Felman         |     |
| 7     | DEL   | Juan Alberto Taverna |     |
| 9     | DEL   | Carlos Veglio        |     |
| D. T. | D. T. | Juan Carlos Lorenzo  |     |

| 13 | Delantero | Carlos Vidal | 68' |

| 13 | Centrocampista | Osvaldo Gutiérrez 75' | 46' |
| 14 | Centrocampista | Abel Alves            | 66' |

| 5' · 33' · 47' · 54' · 56' | Hugo Zavagno Mario Kempes Oscar Lamberti Mario Kempes | 1:0 2:0 3:0 4:0 5:0 |

| 71' · | Juan Alberto Taverna | 1:5 |

| Principal | Luis Pestarino |

| 1     | POR   | Héctor Zelada        |     |
| 4     | DEF   | José Van Tuyne       |     |
| 2     | DEF   | Oscar Craiyacich     |     |
| 6     | DEF   | Daniel Killer        |     |
| 3     | DEF   | Jorge Alberto García |     |
| 8     | MED   | Osvaldo Potente      |     |
| 5     | MED   | Carlos Aimar         |     |
| 11    | MED   | Hugo Zavagno         |     |
| 10    | DEL   | Oscar Lamberti       |     |
| 7     | DEL   | Oscar Agonil         | 68' |
| 9     | DEL   | Mario Kempes         |     |
| D. T. | D. T. | José María Silvero   |     |

| 1     | POR   | Carlos Biasutto      |     |
| 4     | DEF   | Armando Ovide        |     |
| 2     | DEF   | José Luis Tesare     |     |
| 6     | DEF   | Roberto Mouzo        |     |
| 3     | DEF   | Ricardo Alonso       | 44' |
| 6     | MED   | Jorge José Benítez   |     |
| 5     | MED   | Marcelo Trobbiani    |     |
| 11    | MED   | Jorge Ribolzi        | 66' |
| 10    | DEL   | Darío Felman         |     |
| 7     | DEL   | Juan Alberto Taverna |     |
| 9     | DEL   | Carlos Veglio        |     |
| D. T. | D. T. | Juan Carlos Lorenzo  |     |

| 13 | Delantero | Carlos Vidal | 68' |

| 13 | Centrocampista | Osvaldo Gutiérrez 75' | 46' |
| 14 | Centrocampista | Abel Alves            | 66' |

| 5' · 33' · 47' · 54' · 56' | Hugo Zavagno Mario Kempes Oscar Lamberti Mario Kempes | 1:0 2:0 3:0 4:0 5:0 |

| 71' · | Juan Alberto Taverna | 1:5 |

| Principal | Luis Pestarino |

|                                              |
| Kempes marca de tiro libre uno de sus goles. |

|                                                                      |
| Certero remate del Matador para vulnerar una vez más la valla rival. |

#### Campeonato Nacional
| Fecha 1; 12 de septiembre de 1976 | Rosario Central         | 2:1     | Unión de Santa Fe         | Arroyito, Rosario         |                           |
|                                   | Osvaldo Potente 33' 47' | Reporte | Oscar Víctor Trossero 40' | Árbitro(s): Sergio García | Árbitro(s): Sergio García |

| Fecha 2; 17 de septiembre de 1976 | Huracán          | 0:0     | Rosario Central | Tomás Ducó, Buenos Aires  |                           |
|                                   | Omar Larrosa 76' | Reporte |                 | Árbitro(s): Claudio Busca | Árbitro(s): Claudio Busca |

| Fecha 3; 26 de septiembre de 1976 | Rosario Central     | 1:0     | San Martín de Mendoza | Arroyito, Rosario       |                         |
|                                   | Osvaldo Potente 49' | Reporte |                       | Árbitro(s): Pedro Feola | Árbitro(s): Pedro Feola |

| Fecha 4; 29 de septiembre de 1976 | Rosario Central        | 1:1     | Newell's Old Boys      | Arroyito, Rosario         |                           |
|                                   | Aurelio Pascuttini 53' | Reporte | Juan José Irigoyen 28' | Árbitro(s): Sergio García | Árbitro(s): Sergio García |

| Fecha 5; 3 de octubre de 1976 | Vélez Sarsfield | 1:1     | Rosario Central | José Amalfitani, Buenos Aires |                            |
|                               | Omar Roldán 89' | Reporte | Raúl Agüero 17' | Árbitro(s): Derval Parenti    | Árbitro(s): Derval Parenti |

| Fecha 6; 10 de octubre de 1976 | Rosario Central                                                          | 3:1     | Platense                                       | Arroyito, Rosario         |                           |
|                                | Miguel Benito 19' · Carlos Aimar 79' (pen.) · Oscar Ángel Palavecino 82' | Reporte | Miguel Arturo Juárez 33' · Ricardo Marrero 70' | Árbitro(s): Teodoro Nitti | Árbitro(s): Teodoro Nitti |

| Fecha 7; 17 de octubre de 1976 | Aldosivi             | 1:1     | Rosario Central | General San Martín, Mar del Plata |                           |
|                                | Oscar Bello Meza 53' | Reporte | Raúl Agüero 63' | Árbitro(s): Roberto Maino         | Árbitro(s): Roberto Maino |

| Fecha 8; 20 de octubre de 1976 | Rosario Central          | 1:1     | Sportivo Patria         | Arroyito, Rosario          |                            |
|                                | Jorge Alberto García 62' | Reporte | Gilberto Villazanti 24' | Árbitro(s): Luis Pestarino | Árbitro(s): Luis Pestarino |

| Fecha 9; 24 de octubre de 1976 | All Boys               | 2:1     | Rosario Central            | C. A. All Boys, Buenos Aires |                           |
|                                | Daniel Krabler 33' 52' | Reporte | Oscar Ángel Palavecino 66' | Árbitro(s): Teodoro Nitti    | Árbitro(s): Teodoro Nitti |

| Fecha 10; 31 de octubre de 1976 | Unión de Santa Fe    | 1:1     | Rosario Central                      | 15 de Abril, Santa Fe   |                         |
|                                 | Víctor Marchetti 49' | Reporte | Luis Andreuchi 5' · Carlos Aimar 84' | Árbitro(s): Aldo Ottone | Árbitro(s): Aldo Ottone |

| Fecha 11; 7 de noviembre de 1976 | Rosario Central | 0:0     | Huracán | Arroyito, Rosario          |                            |
|                                  |                 | Reporte |         | Árbitro(s): Derval Parenti | Árbitro(s): Derval Parenti |

| Fecha 12; 14 de noviembre de 1976 | San Martín de Mendoza | 1:3     | Rosario Central                                                    | C. S. Ind. Rivadavia, Mendoza |                              |
|                                   | Guillermo Trama 35'   | Reporte | Oscar Agonil 33' · Oscar Ángel Palavecino 82' · Eduardo Solari 90' | Árbitro(s): Pascual Sukutián  | Árbitro(s): Pascual Sukutián |

| Fecha 13; 21 de noviembre de 1976 | Newell's Old Boys                              | 2:0     | Rosario Central | Parque Independencia, Rosario |                          |
|                                   | Juan Ramón Rocha 10' · Horacio Abel Moyano 18' | Reporte |                 | Árbitro(s): Jorge Romero      | Árbitro(s): Jorge Romero |

| Fecha 14; 24 de noviembre de 1976 | Rosario Central   | 1:0     | Vélez Sarsfield | Arroyito, Rosario         |                           |
|                                   | Miguel Benito 13' | Reporte |                 | Árbitro(s): Sergio García | Árbitro(s): Sergio García |

| Fecha 15; 1 de diciembre de 1976 | Platense              | 2:3     | Rosario Central                                           | C. A. Chacarita Juniors, Villa Maipú |                               |
|                                  | Ernesto Ulrich 3' 31' | Reporte | Daniel Killer 12' · Roberto Rogel 38' · Miguel Benito 82' | Árbitro(s): Alberto Ducatelli        | Árbitro(s): Alberto Ducatelli |

| Fecha 16; 4 de diciembre de 1976 | Rosario Central                                                    | 3:2     | Aldosivi                            | Parque Independencia, Rosario |                              |
|                                  | Oscar Ángel Palavecino 25' · Daniel Killer 63' · Roberto Rogel 89' | Reporte | Jorge Zugasti 60' · José Sotelo 85' | Árbitro(s): Roberto Barreiro  | Árbitro(s): Roberto Barreiro |

| Fecha 17; 8 de diciembre de 1976 | Sportivo Patria   | 1:0     | Rosario Central | Liga Formoseña de Fútbol, Formosa |                           |
|                                  | Alfonso Rojas 73' | Reporte |                 | Árbitro(s): Teodoro Nitti         | Árbitro(s): Teodoro Nitti |

| Fecha 18; 12 de diciembre de 1976 | Rosario Central                             | 2:2     | All Boys                                   | Parque Independencia, Rosario |                         |
|                                   | Carlos Aimar 12' (pen.) · Daniel Killer 75' | Reporte | Osvaldo Morandini 61' · Daniel Picabea 85' | Árbitro(s): Aldo Ottone       | Árbitro(s): Aldo Ottone |

##### Partido destacado
| 1     | POR   | Ricardo Ferrero      |     |
| 4     | DEF   | José Jorge González  |     |
| 2     | DEF   | Aurelio Pascuttini   |     |
| 6     | DEF   | Daniel Killer        |     |
| 3     | DEF   | Jorge Alberto García |     |
| 8     | MED   | Osvaldo Potente      |     |
| 5     | MED   | Carlos Aimar         | 61' |
| 11    | MED   | José Van Tuyne       |     |
| 10    | DEL   | Luis Andreuchi       |     |
| 7     | DEL   | Raúl Agüero          |     |
| 9     | DEL   | Miguel Benito        | 71' |
| D. T. | D. T. | Alfio Basile         |     |

| 1     | POR   | Nery Pumpido      |     |
| 4     | DEF   | Daniel Silguero   |     |
| 2     | DEF   | Carlos Mazzoni    |     |
| 6     | DEF   | Alcides Merlo     |     |
| 3     | DEF   | Víctor Bottaniz   |     |
| 6     | MED   | Horacio Bianchini |     |
| 5     | MED   | Roberto Telch     |     |
| 11    | MED   | Miguel Tojo       | 62' |
| 10    | DEL   | Héctor Ortega     | 75' |
| 7     | DEL   | Oscar Trossero    |     |
| 9     | DEL   | Víctor Marchetti  |     |
| D. T. | D. T. | Alberto Violi     |     |

| 13 | Centrocampista | Eduardo Solari   | 61' |
| 14 | Delantero      | Oscar Palavecino | 71' |

| 13 | Centrocampista | Jorge Carrasco | 62' |
| 14 | Delantero      | Raúl Gregorio  | 75' |

| 33' · 47' | Osvaldo Potente | 1:0 2:1 |

| 40' | Oscar Trossero | 1:1 |

| Principal | Sergio García |

| 1     | POR   | Ricardo Ferrero      |     |
| 4     | DEF   | José Jorge González  |     |
| 2     | DEF   | Aurelio Pascuttini   |     |
| 6     | DEF   | Daniel Killer        |     |
| 3     | DEF   | Jorge Alberto García |     |
| 8     | MED   | Osvaldo Potente      |     |
| 5     | MED   | Carlos Aimar         | 61' |
| 11    | MED   | José Van Tuyne       |     |
| 10    | DEL   | Luis Andreuchi       |     |
| 7     | DEL   | Raúl Agüero          |     |
| 9     | DEL   | Miguel Benito        | 71' |
| D. T. | D. T. | Alfio Basile         |     |

| 1     | POR   | Nery Pumpido      |     |
| 4     | DEF   | Daniel Silguero   |     |
| 2     | DEF   | Carlos Mazzoni    |     |
| 6     | DEF   | Alcides Merlo     |     |
| 3     | DEF   | Víctor Bottaniz   |     |
| 6     | MED   | Horacio Bianchini |     |
| 5     | MED   | Roberto Telch     |     |
| 11    | MED   | Miguel Tojo       | 62' |
| 10    | DEL   | Héctor Ortega     | 75' |
| 7     | DEL   | Oscar Trossero    |     |
| 9     | DEL   | Víctor Marchetti  |     |
| D. T. | D. T. | Alberto Violi     |     |

| 13 | Centrocampista | Eduardo Solari   | 61' |
| 14 | Delantero      | Oscar Palavecino | 71' |

| 13 | Centrocampista | Jorge Carrasco | 62' |
| 14 | Delantero      | Raúl Gregorio  | 75' |

| 33' · 47' | Osvaldo Potente | 1:0 2:1 |

| 40' | Oscar Trossero | 1:1 |

| Principal | Sergio García |

| 1     | POR   | Ricardo Ferrero      |     |
| 4     | DEF   | José Jorge González  |     |
| 2     | DEF   | Aurelio Pascuttini   |     |
| 6     | DEF   | Daniel Killer        |     |
| 3     | DEF   | Jorge Alberto García |     |
| 8     | MED   | Osvaldo Potente      |     |
| 5     | MED   | Carlos Aimar         | 61' |
| 11    | MED   | José Van Tuyne       |     |
| 10    | DEL   | Luis Andreuchi       |     |
| 7     | DEL   | Raúl Agüero          |     |
| 9     | DEL   | Miguel Benito        | 71' |
| D. T. | D. T. | Alfio Basile         |     |

| 1     | POR   | Nery Pumpido      |     |
| 4     | DEF   | Daniel Silguero   |     |
| 2     | DEF   | Carlos Mazzoni    |     |
| 6     | DEF   | Alcides Merlo     |     |
| 3     | DEF   | Víctor Bottaniz   |     |
| 6     | MED   | Horacio Bianchini |     |
| 5     | MED   | Roberto Telch     |     |
| 11    | MED   | Miguel Tojo       | 62' |
| 10    | DEL   | Héctor Ortega     | 75' |
| 7     | DEL   | Oscar Trossero    |     |
| 9     | DEL   | Víctor Marchetti  |     |
| D. T. | D. T. | Alberto Violi     |     |

| 13 | Centrocampista | Eduardo Solari   | 61' |
| 14 | Delantero      | Oscar Palavecino | 71' |

| 13 | Centrocampista | Jorge Carrasco | 62' |
| 14 | Delantero      | Raúl Gregorio  | 75' |

| 33' · 47' | Osvaldo Potente | 1:0 2:1 |

| 40' | Oscar Trossero | 1:1 |

| Principal | Sergio García |

| 1     | POR   | Ricardo Ferrero      |     |
| 4     | DEF   | José Jorge González  |     |
| 2     | DEF   | Aurelio Pascuttini   |     |
| 6     | DEF   | Daniel Killer        |     |
| 3     | DEF   | Jorge Alberto García |     |
| 8     | MED   | Osvaldo Potente      |     |
| 5     | MED   | Carlos Aimar         | 61' |
| 11    | MED   | José Van Tuyne       |     |
| 10    | DEL   | Luis Andreuchi       |     |
| 7     | DEL   | Raúl Agüero          |     |
| 9     | DEL   | Miguel Benito        | 71' |
| D. T. | D. T. | Alfio Basile         |     |

| 1     | POR   | Nery Pumpido      |     |
| 4     | DEF   | Daniel Silguero   |     |
| 2     | DEF   | Carlos Mazzoni    |     |
| 6     | DEF   | Alcides Merlo     |     |
| 3     | DEF   | Víctor Bottaniz   |     |
| 6     | MED   | Horacio Bianchini |     |
| 5     | MED   | Roberto Telch     |     |
| 11    | MED   | Miguel Tojo       | 62' |
| 10    | DEL   | Héctor Ortega     | 75' |
| 7     | DEL   | Oscar Trossero    |     |
| 9     | DEL   | Víctor Marchetti  |     |
| D. T. | D. T. | Alberto Violi     |     |

| 13 | Centrocampista | Eduardo Solari   | 61' |
| 14 | Delantero      | Oscar Palavecino | 71' |

| 13 | Centrocampista | Jorge Carrasco | 62' |
| 14 | Delantero      | Raúl Gregorio  | 75' |

| 33' · 47' | Osvaldo Potente | 1:0 2:1 |

| 40' | Oscar Trossero | 1:1 |

| Principal | Sergio García |

## Equipo base
Torneo Metropolitano
Estrategia: 4-3-3.
|                                                                                             | Zelada Kempes Pascuttini Zavagno D. Killer García Agonil Aimar González Lamberti Mancinelli |
| Zelada Kempes Pascuttini Zavagno D. Killer García Agonil Aimar González Lamberti Mancinelli |                                                                                             |

Torneo Nacional
Estrategia: 4-3-3.
|                                                                                              | Ferrero Benito Pascuttini Solari D. Killer García Agüero Aimar González Andreuchi Mancinelli |
| Ferrero Benito Pascuttini Solari D. Killer García Agüero Aimar González Andreuchi Mancinelli |                                                                                              |

## Entrenadores
| Entrenador          | Período                                        | PD | PG | PE | PP | GF | GC |
| ------------------- | ---------------------------------------------- | -- | -- | -- | -- | -- | -- |
| José María Silvero  | Fechas 1 a ronda final 8 Torneo Metropolitano  | 30 | 8  | 12 | 10 | 51 | 41 |
| Francisco Erauzquin | Fechas ronda final 9 a 11 Torneo Metropolitano | 3  | 0  | 2  | 1  | 1  | 3  |
| Alfio Basile        | Torneo Nacional                                | 18 | 7  | 8  | 3  | 24 | 19 |